# طريق الحياة (حركة)
طريق الحياة هي حركة تعمل على تحقيق رؤية دولة يهودية وفقًا لتعاليم الديانة اليهودية، يرأس الحركة الحاخام يتسحاق جينزبورغ، وتعمل تحت إشرافه مجالس متعددة - مجلس النساء ومجلس الرجال - الذين انتخبوا من قبل أعضاء الحركة وموظفيها يبلغ عدد أعضاء الحركة حوالي 4600 عضو،
من بينهم حوالي 400 يدفعون رسوم العضوية شهريًا. تعارض الحركة بشدة فصل الدين عن الدولة وتؤيد تحويل إسرائيل إلى دولة دينية.

## تأسيس الحركة
تأسست الحركة في عام 2011م على يد لجنة تأسيسية يرأسها الحاخام غينزبورغ، وضمت الحاخام يتسحاق شفيرا (مؤلف كتاب تورة الملك)، والحاخام إيتيئيل جلعادي (المساعد الشخصي للحاخام غينزبورغ)، والحاخام جدي بن زمرة (رئيس استوديو معاله لبونا). ومن النشطاء المميزين في الحركة: مئير أتينغر، تسفي سوكوت، عقيبا هاكوهين، الكاتب عودد مزراحي، والحاخام شي داؤوم.

## الاهداف والهيكل
تتكون الحركة من مؤسسات تعكس بشكل موحد نهج الحكومة المناسب لتكوين دولة يهودية وفقًا لنموذجهم للعمل. تقدم النظام توازنًا وتكاملًا بين قوة الجمهور وسلطة رئيس الحركة: يختار جميع المنتسبين (المعروفين أيضًا باسم 'الجماهير') "مجلس الحركة"، ومن بينهم يختار أعضاء للإدارة. لرئيس الحركة حق إلقاء الفيتو على أي قرار يتم اتخاذُه من قبل المؤسسات المنتخبة.
تحتوي الحركة على مجالس منتخبة منفصلة للرجال والنساء، بحيث يكون التداخل بينهما عن طريق سلطة رئيس الحركة. الهيكل السلطوي الذي تسعى الحركة لتحكمه في إسرائيل هو نظام يستند إلى شكل الدولة الدينية، ويتضمن رئيسًا له سلطات واسعة ونموذجًا لتفضيل الأغلبية بشكل ديمقراطي. وفي عام 2016م، جرت انتخابات لمجلس الحركة.

## نشاط الحركة
نظمت الحركة حملات عديدة، تشمل رفض الامتثال لأوامر بالإخلاء وهدم المستوطنات، وتشجيع العمل العبري. وأيضًا تدعم أنشطة الحركة ملصقات تحمل رسائل مثل "اليهود يحبون اليهود" و "حياة جنودنا تأتي قبل حياة مواطني العدو".
في عام 2016م، نظمت الحركة احتجاجات أمام المحكمة العليا وأمام قصر الرئاسة مريم نائو ونظمت حملة تحت عنوان "كفى من ديكتاتورية المحكمة العليا".
في مجال التشريع، تروج الحركة لمشروع "قانون المساواة" الذي يهدف، وفقًا للنموذج البريطاني، إلى منع المحكمة العليا من إلغاء القوانين. بالإضافة إلى ذلك، قدمت الحركة المقترح التشريعي لتعديل قانون "من هو يهودي" (قانون العودة) - لكن رُفِض المقترح.
تساعد الحركة في المجال القانوني لأصحاب العمل الذين يرغبون في توظيف يهود فقط.
لقد حاولت الحركة عدة مرات تقديم قائمة لانتخابات الكنيست - ولكن لم تتم هذه الإجراءات في الواقع.